# Oxysarcodexia chaetopygialis
Oxysarcodexia chaetopygialis är en tvåvingeart som först beskrevs av Samuel Wendell Williston  1896.  Oxysarcodexia chaetopygialis ingår i släktet Oxysarcodexia och familjen köttflugor. Inga underarter finns listade i Catalogue of Life.